# 蒲吾県
蒲吾県（ほご-けん）は中華人民共和国河北省にかつて設置された県。現在の石家荘市平山県南東部に位置する。
前漢により設置された。627年（貞観元年）に廃止され房山県に統合された。